# NGC 5629
NGC 5629 este o galaxie lenticulară situată în constelația Boarul. A fost descoperită în 6 mai 1831 de către John Herschel. Se află la o distanță de 64,3 de megaparseci de Pământ.